# Nagykörút
Nagykörút, což je doslova v překladu do češtiny Velká okružní ulice, je třída v Budapešti.
Nagykörút obchází historické centrum pešťské strany města, a to po půlkruhu. Je dlouhý 4,5 km, průměrná šířka ulice činí 35 až 40 m. Vznikl v roce 1896 na počest oslav tisíciletí od příchodu Maďarů do Uherské nížiny; v souvislosti s jeho budováním padlo mnoho domů. S Budínem je spojen na severu Markétiným mostem (Margit híd) a na jihu Petőfiho mostem (Petőfi híd). Obvykle je považován za hranici centra města.
Jednotlivé části se nazývají: Szent István körút (od Margit híd po Nyugati tér), Teréz körút (od Nyugati tér po Király utca), Erzsébet körút (od Király utca po Blaha Lujza tér), Jozsef körút (od Blaha Lujza tér po Ülloi utca), Ferenc körút (od Ülloi utca po Petöfi híd).
Na Nagykörútu se nachází velká část budapešťských významných objektů; (například nádraží Nyugati pályaudvar či divadlo Vígszínház).

Pod ulicí procházejí všechny čtyři linky metra. Na Nagykörút leží stanice metra (od severu k jihu) Nyugati pu., Oktogon, Rákoczi tér a Corvin-negyed. Jeho středem vede tramvajová trať s linkami číslo 4 a 6.